# بوغدان فولكوف
بوغدان فولكوف (بالأوكرانية: Волков Богдан Віталійович)‏ هو مغني أوبرا ومغني أوكراني، ولد في 7 ديسمبر 1989 في Chystiakove ‏ في أوكرانيا.

## وصلات خارجية
- الموقع الرسمي